# Championnat de France de la montagne
Ne doit pas être confondu avec Championnat de France de course de montagne.

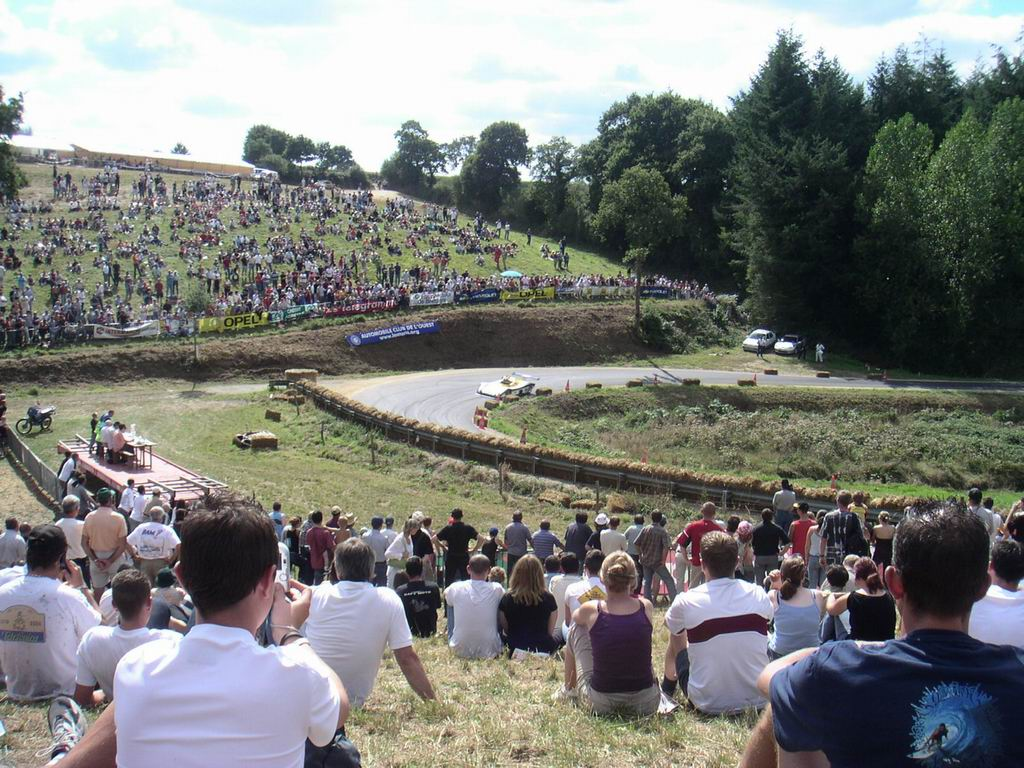
Course de côte de Saint-Gouéno en 2005 (Côtes-d'Armor): épingle à cheveux dite Le fer à cheval.

Le Championnat de France de la montagne 1re Division est un championnat national de courses de côte qui débuta en 1967 et devint très rapidement l'un des plus compétitifs du vieux continent. Ses meilleures voitures furent des Formule 2 jusqu'à la fin des années 1990, puis des Formule 3000 à compter de 1999, ou même parfois des Prototypes. Quelques Formule 1 firent aussi leur apparition dans les années 1960, puis plus rarement dans les années 1970 (comme entre les mains de Daniel Rouveyran sur March 721G en 1973, Hervé Bayard s'inscrivant même avec une Formule 5000, lui aussi au début des années 1970), d'où l'attractivité renforcée du spectacle. 
Le vainqueur le plus reconnu internationalement en fut Guy Fréquelin. D'autres rallymen renommés s'y sont adonnés, parfois avec assiduité (Jean Vinatier, Gérard Larrousse, Jean-Luc Thérier, Jean-François Mas, etc.). Le monde de la Formule 1 hexagonal n'est pas en reste, avec Robert Manzon, Maurice Trintignant, Jean Behra, Jean-Pierre Beltoise, François Cevert et Jean-Pierre Jabouille par exemple.
Les vainqueurs du Championnat de France de la montagne ont souvent brillé aussi en Championnat d'Europe de la montagne comme Robert (Jimmy) Mieusset (Champion de France de 1971 à 1975) qui a remporté deux fois le Championnat d'Europe (1973 et 1974) en catégorie racing car, les frères Jacques et Jean-Marie Alméras trois fois (1978, 1979 et 1980) (l'un en racing car, l'autre en touring car, Roland Biancone complétant le triplé français en 1980 avec le serial car, exploit national inégalé sur une année), et Francis Dosières cinq fois en tout (en 1985, 1989, 1990, 1992 et 1993) en catégorie I sur BMW (Gr. A), devenant ainsi le recordman absolu du nombre de victoires européennes. 
Lionel Régal, cinq fois champion de France de 2005 à 2009, devint une fois Champion d'Europe (en catégorie II), en 2008. Il est décédé le 15 août 2010 à la course de Saint-Ursanne en Suisse. 
Nicolas Schatz, qui court avec une Formule 3000 à compter de 2007, a succédé à Régal à sept reprises successives pour le titre national, suivi deux fois par Sébastien Petit et quatre fois par Geoffrey Schatz (non consécutivement car Billy Ritchen a remporté le championnat en 2022).

## Courses notables
- du championnat actuel: Turckheim (la plus ancienne), Marchampt en Beaujolais, Mont-Dore, Col Saint-Pierre, Chamrousse, etc.
- d'anciens championnats: Mont Ventoux, Col de la Faucille (& ch. d'Europe en 1961-62), Ampus-Draguignan, etc.

## Calendrier des compétitions
Calendrier du championnat 2025 :
- 04-06 avril 2025 : Bagnols Sabran
- 11-13 avril 2025 : Saint Jean du Gard Col Saint Pierre
- 25-27 avril 2025 : Abreschviller - Saint Quirin
- 09-11 mai 2025 : Teurses Thereval / Agneaux
- 23-25 mai 2025 : La Pommeraye
- 30 mai-1er juin 2025 : Saint Gouéno
- 13-15 juin 2025 : Marchampt en Beaujolais
- 28-29 juin 2025 : Vuillafans Echevannes
- 18-20 juillet 2025 : Dunières Auvergne
- 08-10 août 2025 : Mont Dore Chambon sur Lac
- 29-31 août 2025 : Turckheim 3 Epis
- 12-14 septembre 2025 : Limonest Mont Verdun

## Champions
Depuis 2010 sont distingués les champions de France de série A (voitures fermées/Production) et de série B (voitures ouvertes, reprises dans le tableau).
| Année | Pilote                            | Voiture                             |
| ----- | --------------------------------- | ----------------------------------- |
| 2025  | Marc Pernot                       | Nova Proto NP-01                    |
| 2024  | Marc Pernot                       | Nova Proto NP-01                    |
| 2023  | Geoffrey Schatz                   | Nova Proto NP-01                    |
| 2022  | Billy Ritchen                     | Nova NP-01 - Judd                   |
| 2021  | Geoffrey Schatz                   | Nova Proto NP-01                    |
| 2020  | Geoffrey Schatz                   | Norma M20 FC E2SC                   |
| 2019  | Geoffrey Schatz                   | Norma M20 FC E2SC                   |
| 2018  | Sébastien Petit                   | Norma M20 FC                        |
| 2017  | Sébastien Petit                   | Norma M20 FC                        |
| 2016  | Nicolas Schatz                    | Norma M20 FC                        |
| 2015  | Nicolas Schatz                    | Norma M20 FC                        |
| 2014  | Nicolas Schatz                    | Norma M20 FC                        |
| 2013  | Nicolas Schatz                    | Norma M20 FC                        |
| 2012  | Nicolas Schatz                    | Reynard 99-Formula Nippon           |
| 2011  | Nicolas Schatz                    | Lola T94/50 F3000                   |
| 2010  | Nicolas Schatz                    | Lola T94/50 F3000                   |
| 2009  | Lionel Régal                      | Reynard 1KL-Formula Nippon          |
| 2008  | Lionel Régal                      | Reynard 1KL-Formula Nippon          |
| 2007  | Lionel Régal                      | Reynard 1KL-Formula Nippon          |
| 2006  | Lionel Régal                      | Reynard 95D                         |
| 2005  | Lionel Régal                      | Reynard 95D                         |
| 2004  | Bernard Chambérod                 | Reynard 92D                         |
| 2003  | Bernard Chambérod                 | Reynard 92D                         |
| 2002  | Bernard Chambérod                 | Reynard 92D                         |
| 2001  | Bernard Chambérod                 | Reynard 92D                         |
| 2000  | Bernard Chambérod                 | Reynard 92D                         |
| 1999  | Daniel Boccard                    | Martini MK69-BMW F2                 |
| 1998  | Daniel Boccard                    | Martini MK69-BMW F2                 |
| 1997  | Daniel Boccard                    | Martini MK69-BMW F2                 |
| 1996  | Daniel Boccard                    | Martini MK69-BMW F2                 |
| 1995  | Christian Debias                  | Martini MK58B-BMW F2                |
| 1994  | Christian Debias                  | Martini MK58B-BMW F2                |
| 1993  | Daniel Boccard                    | Martini MK56T-BMW F2                |
| 1992  | Marcel Tarrès                     | Martini MK56T-BMW F2                |
| 1991  | Marcel Tarrès                     | Martini MK56T-BMW F2                |
| 1990  | Marcel Tarrès                     | Martini MK56T-BMW F2                |
| 1989  | Marcel Tarrès                     | Martini MK56T-BMW F2                |
| 1988  | Marcel Tarrès                     | Martini MK45-BMW                    |
| 1987  | Daniel Boccard                    | Martini M01B-BMW                    |
| 1986  | Marcel Tarrès                     | Martini MK45-BMW                    |
| 1985  | Marcel Tarrès                     | Martini MK43-BMW                    |
| 1984  | Marcel Tarrès                     | Martini T01-BMW et Martini MK43-BMW |
| 1983  | Marcel Tarrès                     | Martini T01-BMW                     |
| 1982  | Marcel Tarrès                     | Martini MK28-BMW F2                 |
| 1981  | Marc Sourd                        | Martini MK31-ROC F2                 |
| 1980  | Jean-Christian Duby               | Ford Escort 1800 RS                 |
| 1979  | Guy Fréquelin                     | Martini MK25-BMW F2                 |
| 1978  | Jean-Marie Alméras                | Porsche 935 L                       |
| 1977  | Christian Debias                  | Ralt RT1-BMW F2                     |
| 1976  | Michel Pignard                    | March 762-BMW F2                    |
| 1975  | Jimmy Mieusset (Champion de G8/9) | March 742-BMW F2                    |
| 1974  | Jimmy Mieusset (Champion de G8/9) | March 742-BMW F2                    |
| 1973  | Jimmy Mieusset                    | March 722 F2                        |
| 1972  | Jimmy Mieusset                    | March 722 F2                        |
| 1971  | Jimmy Mieusset                    | Pygmée MDB15 Ford FVA F2            |
| 1970  | Hervé Bayard                      | Tecno Ford F2                       |
| 1969  | Daniel Rouveyran                  | Tecno Ford F2                       |
| 1968  | Pierre Maublanc                   | Abarth 2000                         |
| 1967  | Pierre Maublanc                   | Abarth 2000                         |

### Champions de France Production (série A - Groupe GTTS)
- 2010 : Nicolas Werver (Porsche 997 GT Cup);
- 2011 : Anthony Cosson (Porsche 997 GT2)[2];
- 2012 : Nicolas Werver (Porsche 997 GT3)[3].
- 2013 : Nicolas Werver (Porsche 997 GT3)
- 2014 : Nicolas Werver (Porsche 997 GT Cup)[4];
- 2015 : Nicolas Werver (Porsche 997 GT Cup)[5].
- 2016 : Nicolas Werver (Porsche 997 Cup)
- 2017 : Pierre Courroye (McLaren MP4 12C)
- 2018 : Nicolas Werver (Porsche 997 GT2)
- 2019 : Nicolas Werver (Porsche 997 GT2)
- 2020 : Pierre Courroye (McLaren MP4 12C)
- 2021 : Ronald Garces (Audi R8 LMS Ultra)
- 2022 : Ronald Garces (Lamborghini Uracan ST)
- 2023 : Yannick Poinsignon (BMW M3 E92)
- 2024 :  Yannick Poinsignon (BMW M3 E92)

## Championnat des véhicules historiques
En 2014, la FFSA crée le championnat des véhicules historiques de compétition (VHC). Au fil des saisons, il prend de plus en plus de place pour compter en 2025 plus de 30 pilotes par courses. 

### Palmarès VHC depuis 2014
2014: 
- Voitures ouvertes: Jean-Claude Wittner (Martini MK 12)
- Voitures fermées: Jean-Marie Alméras (Porsche 935)
- Féminine: Viviane Bonnardel (Volkswagen Scirocco)

2015:
- Voitures ouvertes: Jean-Marc Debeaune (Van Diemen RF82)
- Voitures fermées: Luc Stockli (Alpine A110)
- Féminine: Viviane Bonnardel (Volkswagen Scirocco)

2016:
- Voitures ouvertes: Jean-Marc Debeaune (Van Diemen RF82)
- Voitures fermées: Luc Stockli (Alpine A110)
- Féminine: Viviane Bonnardel (Volkswagen Scirocco)

2017:
- Voitures ouvertes: Jean-Marc Debeaune (Van Diemen RF82)
- Voitures fermées: Viviane Bonnardel (Volkswagen Scirocco)
- Féminine: Viviane Bonnardel (Volkswagen Scirocco)

2018:
- Voitures ouvertes: Jean-Marc Debeaune (Van Diemen RF82)
- Voitures fermées: Viviane Bonnardel (Volkswagen Scirocco)
- Féminine: Viviane Bonnardel (Volkswagen Scirocco)

2019:
- Voitures ouvertes: Jean-Marc Debeaune (Van Diemen RF82)
- Voitures fermées: Claude Provost (Alpine A110)
- Féminine: Viviane Bonnardel (Volkswagen Scirocco)

2020:
- Voitures ouvertes: Sébastien Brisard (Martini MK25)
- Voitures fermées: Jean-Marie Alméras (Porsche 935)
- Indice de performance : André Tissot (Marcadier Barzoi)

2021:
- Voitures ouvertes: Sébastien Brisard (Martini MK25)
- Voitures fermées: André Tissot (Marcadier Barzoi)
- Indice de performance : André Tissot (Marcadier Barzoi)
- Féminine: Viviane Bonnardel (Volkswagen Scirocco)

2022:
- Voitures ouvertes: Sébastien Brisard (Martini MK25)
- Voitures fermées: Jean-Marie Alméras (Porsche 935)
- Indice de performance : André Tissot (Marcadier Barzoi)
- Féminine: Viviane Bonnardel (Martini MK15 )

2023:
- Voitures ouvertes: Sébastien Brisard (Martini MK25)
- Voitures fermées: Michel Rolland (Porsche 911 SC)
- Indice de performance: Pascal Ferreti (Marcadier JF 02)
- Féminine: Viviane Bonnardel (Martini MK15 )

2024:
- Voitures ouvertes: Sébastien Brisard (Martini MK 52)
- Voitures fermées: Alexandre Chamagne (Ford Escort RS 1600)
- Indice de performance: Philippe Vernay (Ford Cortina Lotus)
- Féminine: Viviane Bonnardel (Martini MK15)

2025:
- Voitures fermées: Alexandre Chamagne (Ford Escort RS 1600)

## Autre faits notables
- Sébastien Petit a été quintuple vice-champion de France de la montagne, en 2004, 2008, 2009, 2010 et 2012.
- Fernand Tavano, plus anciennement, a été distingué à deux reprises Champion de France de la montagne, en 1959[6] (Ferrari 500 TRC) et 1960[7] (Ferrari 250 GT Berlinetta).